# Aghione
Aghione (en cors Aghjone) és un municipi francès, situat a la regió de Còrsega, al departament d'Alta Còrsega. L'any 1999 tenia 245 habitants. Limita amb els municipis de Aleria, Antisanti, Casevecchie, Pietroso, Ghisoni i Ghisonaccia.

## Demografia
| 1962 | 1968 | 1975 | 1982 | 1990 | 1999 |
| ---- | ---- | ---- | ---- | ---- | ---- |
| 87   | 93   | 279  | 317  | 282  | 245  |

## Administració
| Període   | Identitat      | Partit | Qualitat |  |
| --------- | -------------- | ------ | -------- |  |
| 2001-2008 | Jean Bladovini |        |          |  |
| 2008-     | André Casanova |        |          |  |